# Klaske Hiemstra

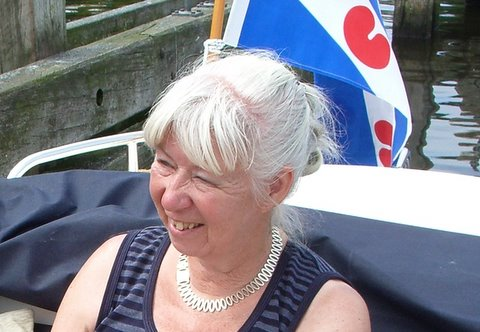
Klaske Hiemstra

Klaske Hiemstra (* 24. Februar 1954 in Vledder) ist eine niederländische Schriftstellerin. Sie schreibt Bücher in friesischer Sprache.

## Leben
Als Kind friesischsprachiger Eltern wuchs Hiemstra zweisprachig auf. Seit ihrem achten Lebensjahr veröffentlichte sie Geschichten und Gedichte in niederländischer Sprache auf der Kinderseite von „De Friese Koerier“, einer Regionalzeitung in der Provinz Fryslân. Während ihres Studiums der „nederlandse taal en letterkunde“ (Niederländische Sprach- und Literaturwissenschaft) wählte sie moderne Literatur als Hauptfach und friesische moderne Literatur als Nebenfach.
Klaske Hiemstra begann erst 1997, Texte in friesischer Sprache zu verfassen, als sie gefragt wurde, Vorstandsmitglied von „It Skriuwersboun“ zu werden, dem Verein von friesischen Schriftstellern. Seit dem 31. Dezember 2009 hat Klaske Hiemstra eine eigene Rubrik auf der Webseite itnijs.nl, die vom Rat der friesischen Bewegung betrieben wird.

## Romane
- Retoer Skylge (2004) (Zurück nach Terschelling)
- It Rinnen fan Silke (2006)(Der Lebenslauf von Silke)
- Märchen: „It lân fan altyd snein“ (Das Land, wo es immer Sonntag ist), prämierte Geschichte, enthalten im Sammelband De bok, it gouden aai en de sân ravens
- Eilânreis (2007) (Inselreise)

## Gedichte
- „De skaadfrou“ (2003) (Die Schattenfrau).